# Shifnal
Shifnal är en stad och en civil parish i kommunen Shropshire i England. Orten har 6 776 invånare (2011). Staden nämndes i Domedagsboken (Domesday Book) år 1086, och kallades då Iteshale.